# Enicospilus fuscatus
Enicospilus fuscatus là một loài tò vò trong họ Ichneumonidae.